# Stjärnfarkost

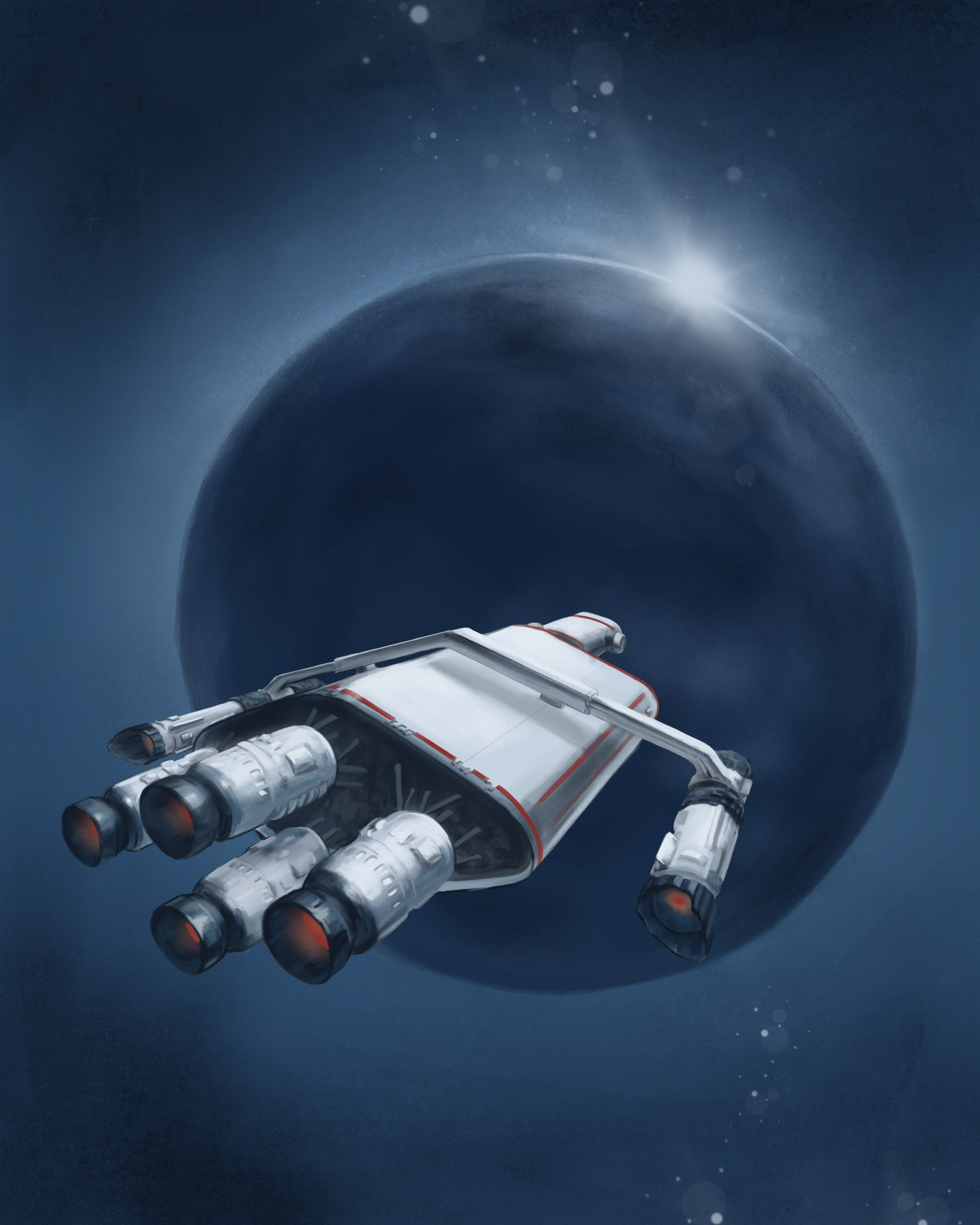
Konstnärs föreställning av stjärnfarkost.

En stjärnfarkost eller en interstellär rymdfarkost är en teoretisk rymdfarkost, byggd för interstellära resor, till skillnad från exempelvis omloppsbanefärder eller interplanetariska resor. Bemannade sådana farkoster har föreslagits men än så länge förekommer de bara i science fiction, där en av de mest kända är Enterprise ur Star Trek.

### Fotnoter
1. ↑  ”Interstellar travel Starship troupers” (på engelska). Economist. 26 oktober 2013. http://www.economist.com/news/science-and-technology/21588349-if-starships-are-ever-built-it-will-be-far-future-does-not-deter. Läst 14 september 2014.
2. ↑  Marcus Rosenlund (13 mars 2021). ”Forskare utlovar expressled till stjärnorna” (på svenska). Svenska Yle. https://svenska.yle.fi/a/7-1522649. Läst 14 januari 2024.